# Profeta Gentileza
José Datrino, más conocido como Profeta Gentileza (Cafelandia, 11 de abril de 1917 - Mirandópolis, 29 de mayo de 1996) fue un predicador urbano brasileño que se hizo conocido por hacer inscripciones peculiares en los pilares del Viaducto del Gasómetro en Río de Janeiro, Brasil, y que se convirtió en una especie de personalidad de aquella ciudad. Recorría la zona central de la ciudad con una túnica blanca y barba larga. Su frase conocida fue "Gentileza genera gentileza", por la que se hizo conocido y le dio su apodo.